# كريم أميري فيروز كوهي
كريم أميري فيروز كوهي (1329 - 1403 هـ / 1911 - 1982 م) هو شاعر إيراني.
هو كريم أميري فيروز كوهي بن مصطفى قلي. ولد في فيروز كوه ، درس في الكلية الأمريكية بطهران كما درس دراسات حرة في المدارس القديمة. كان له اهتمام كبير بالأدب والشعر، والإنشاد بالفارسية على طريقة الشعر الهندي، وقيل أنه كان يستظهر كتاب الأغاني لأبي الفرج الأصفهاني. توفي في طهران.
من آثاره: منظومة «عفاف نامه»، و «إحقاق الحق في الدفاع عن شعراء العصر الصفوي» و ديوان شعر.

## شعره
من شعره، في مدح أستاذه بديع الزمان فروزانفر: